# Acreció
|  | Per a altres significats sobre acreció en geologia, vegeu «Prisma d'acreció». |

En astrofísica, el terme acreció és usat com a mínim per a dos processos diferents. Es coneix com el fenomen de creixement d'un cos per agregació de cossos menors. S'utilitza principalment per a explicar fenòmens com els discs d'acreció o l'acreixement d'un planeta a partir de planetesimals.
La primera i més comuna de les accepcions esmentades és el creixement d'un objecte massiu per atreure gravitacionalment més matèria, típicament matèria gasosa en un disc d'acreció. Els discs d'acreció són comuns al voltant d'estrelles més petites o restes estel·lars en un sistema binari o de forats negres en els centres de les galàxies espirals. Algunes dinàmiques en el disc són necessàries per a permetre al gas orbitant perdre impuls angular i la caiguda en l'objecte central massiu. Ocasionalment, això pot resultar en la fusió de la superfície estel·lar.
El segon procés és una cosa anàloga a la de la ciència atmosfèrica. En la teoria nebular, acumulació es refereix a la col·lisió i l'adherència de pols microscòpica i refrigerada per partícules de gel electroestàticament, en els discos protoplanetaris de gas i sistemes de gegants protoplanetes, que finalment porten a planetesimals que gravitatòriament acreten partícules més petites i altres planetesimals.
L'ús del terme disc d'acumulació per al disc protoplanetari, per tant, condueix a la confusió sobre el procés d'acreció planetària, encara que en molts casos és molt possible que tots dos processos d'acreció estan passant simultàniament. T Tauri és un exemple d'aquest fenomen.
Els protoplanetes de Júpiter probablement tenien discos propis, en estreta analogia amb el sistema solar en conjunt. Un protoplaneta jovià pot acretar gas del seu disc protoplanetari que l'envolta, com en el primer procés. Al mateix temps, les partícules de pols i gel en el disc s'acretarien en llunes i sistemes d'anells, com en el segon procés.